# جون إس. أوكونور
جون إس. أوكونور (بالإنجليزية: John S. O'Connor)‏ هو سياسي أيرلندي، ولد في 27 ديسمبر 1896، وتوفي في 2 نوفمبر 1967. حزبياً، نشط في فيانا فايل. في 1944 Irish general election ‏، انتخب نائب دييل عن دائرة دبلن الشمالية الغربية ‏ وقد انضم خلال فترته النيابية ‏ (9 يونيو 1944 – 11 ديسمبر 1947) للكتلة البرلمانية فيانا فايل.